# Lubatka (strumień)
Lubatka (do 1945 niem. Ruhnauer Bach, Lubatka, Uller) – strumień w powiecie żarskim i żagańskim na południu województwa lubuskiego, lewy dopływ Czernej.
Źródła strumienia znajdują się na południowym krańcu Wzniesień Żarskich na podmokłych terenach w okolicy Mirostowic Górnych. Lubatka przepływa przez Stawnik i Mirostowice Dolne a następnie przez Jankowę Żagańską, Szczepanów, Wilkowisko i uchodzi do Czernej w Żagańcu w Borach Dolnoślaskich.